# Поступаев, Фёдор Емельянович
Фёдор Емельянович Поступаев (1872—1931) — русский поэт, прозаик.

## Биография
Родился в крестьянской семье. В деревне был подпаском. Был отдан в кустарную слесарную мастерскую Н. Ф. Иванова в Саратове (1882), откуда «сбежал ввиду жестокости обращения». Поступил учеником на чугунолитейный завод в Саратове (1885). Жил в Москве (1892—1893), Астрахани (1893—1900), Петербурге (1901—1902), Нижнем Новгороде (1902), снова в Саратове ( 1903—1904). Работал на заводах, масленщиком на пароходе, весовщиком каменного угля, табельщиком слесарной мастерской, смотрителем психиатрической лечебницы.
С 1902 года Поступаев печатал свои стихи и рассказы в журналах «Мир божий» (1902—1905), «Журнал для всех» (1902—1903), «Образование» (1903), «Научное обозрение» (1903), «Народная читальня» (1904), «Русское богатство» (1905) и др. В 1904 году был приглашён в Ростов-на-Дону на должность секретаря при издательстве H. Е. Парамонова «Донская речь». В 1905 году работал в газетах «Киевская заря» и «Киевские отклики». Поступаев был
лично знаком с М. Горьким, поддерживал его протест против изменения направления «Журнала для всех». Своим «духовным восприемником и учителем» Поступаев называл П. Ф. Якубовича. В 1904 году в Ростове-на-Дону в издательстве «Донская речь» вышла первая книга стихов Поступаева «Песни рабочей жизни», темы которой — разорение, голод, нужда, отчаяние крестьянина и непосильный, изнуряющий труд рабочего, разлучённого с землёй. В 1906 году в Москве в издательстве «Посредник» вышла книга стихотворений Поступаева «У земли и у котла. Песни трудовой жизни». В издательстве «Посредник» печатались также рассказы Поступаева: «Дитя нужды. Сапоги» (1905), «Жена рабочего и др. рассказы» (1906). Рассказы Поступаева выходили отдельными изданиями и в других издательствах, но в основном публиковались в периодике.